# Frank Trigg
Dewey Franklin "Frank" Trigg III (Rochester, 7 de maio de 1972) é um lutador americano de artes marciais mistas, comentarista esportivo e wrestler profissional. Trigg é um veterano do UFC, Rumble of the Rock, Icon Sport, BAMMA, World Fighting Alliance e fez aparições de wrestling profissional no Total Nonstop Action Wrestling.

## Biografia
Nascido em Rochester, New York, Trigg foi um de sete filhos, os primeiros anos de Trigg não foram fáceis. Crescendo em uma casa com sete irmãos, o dinheiro era apertado. Foi assim que Trigg conheceu o grappling. Naturalmente, com tantos meninos no domicílio, a rivalidade entre irmãos era excessiva, especialmente quando se tratava de atletismo. Excelência no esporte era uma meta altamente reverenciado, e capacidade atlética natural de Trigg fez pessoas tomar conhecimento.
Trigg desenvolveu um interesse em artes marciais. No entanto, a disciplina e sacrifícios - requisitos do esporte, eram intensos nos anos escolares, e ele perdeu o interesse, até que descobriu que tinha o dom de lutar wrestling aos 12 anos. Foi então que ele retomou as artes marciais seriamente.
Não demorou muito antes que Trigg chamasse a atenção do olheiro de atletismo Jack Spates. Recrutado por Spates para lutar na Universidade de Oklahoma, a velocidade, agilidade e coração de Trigg distinguiu-o dos companheiros de treino. A tutela de Spates foi além dos movimentos de wrestling. Ele educou Trigg sobre o mundo dos negócios e os meandros da America corporativa, lições que serviriam também para empreendedorismo.

## Carreira no MMA
Em 1995, Trigg começou a treinar judô com o famoso Sensei e ex-atleta olímpico, Patrick Burris. Foi enquanto treinava com Burris que Trigg ganhou sua primeira faixa preta e foi introduzido ao mundo das Artes Marciais Mistas.
Após receber seu diploma de bacharel em Relações Públicas e Administração em 1997, Trigg tomou a posição de treinador na Universidade de Oklahoma enquanto competia por conta própria em nível amador e profissional. Em 1999, Trigg lutou no Pride 8 no Japão, derrotando Fabiano Iha por nocaute técnico. Menos de um ano depois, no começo de 2000, Trigg foi qualificado como finalista das classificatórias para as Olímpiadas em wrestling.
Batendo alguns dos melhores atletas do mundo Trigg convenceu que uma carreira de wrestling profissional e de MMA era o próximo passo. Ao fim de 2000, Trigg lutou contra o campeão mundial do Shooto Hayato Sakurai pelo título. Enquanto Trigg inicialmente controlou a luta, Sakurai deu a volta por cima e nocauteou Trigg brutalmente no segundo round com joelhadas, dando à Trigg a primeira derrota em sua carreira.
Trigg entrou para o World Fighting Alliance entre 2001–2002, onde ele manteve o título meio médio do WFA. Trigg se manteve invicto no WFA.
Após anos de sucesso na WFA, em 2003, Trigg entrou para a principal organização da MMA no mundo, o Ultimate Fighting Championship (UFC). Trigg ganhou uma chance pelo título imediata contra o campeão Matt Hughes no UFC 45: Revolution pelo Cinturão Meio Médio do UFC. Depois de uma luta agarrada muito tática no começo, Trigg foi vítima de uma mata leão ainda no primeiro round.
Trigg retornou rapidamente, derrotando Dennis Hallman e Renato Verissimo no UFC 48 e UFC 50 para ganhar outra chance pelo título de Hughes.
Na segunda luta no UFC 52, Trigg quase derrotou Hughes após uma joelhada não intencional na virilha que passou despercebido pelo árbitro. Hughes inverteu a posição e encaixou um mata leão no fim do primeiro round, no que foi considerado uma das melhores reviravoltas da história do UFC. Após a derrota, os fãs de Frank Trigg carinhosamente passaram a chamá-lo de "rear naked Trigg."
Trigg retornou no UFC 54 para enfrentar o futuro Campeão Meio Médio do UFC Georges St. Pierre, onde ele perdeu por finalização no primeiro round. A derrota foi a última aparição de Trigg no UFC até o UFC 103, quase 50 eventos depois.
Trigg participou do Torneio de Meio Médios do Rumble on the Rock de 2006, vencendo o primeiro round contra Ronald Jhun. Ele foi derrotado no segundo round por Carlos Condit.
Trigg permaneceu inativo após essa derrota, focando em seu trabalho de transmissão no Pride FC.
Ele venceu o Título Peso Médio do Icon Sport em 6 de Dezembro de 2006, nocauteando Jason "Mayhem" Miller.
Sua próxima luta foi no Pride 33, em 24 de Fevereiro de 2007, contra o campeão do Grand Prix de Médios Kazuo Misaki. Trigg manteve o controle no chão, vencendo por decisão unânime.
Um mês depois, em 31 de Março de 2007, Trigg defendeu sem sucesso seu Título Peso Médio do Icon Sport contra Robbie Lawler, perdendo por nocaute no quarto round.
Em 17 de Dezembro de 2007, Trigg derrotou Edwin Dewees no primeiro round por finalização no HDNet Fights- Reckless Abandon. Em 24 de Agosto de 2008, Trigg viajou para o Japão para competir no Sengoku 4, onde ele derrotou o Medalhista de Ouro de judô na Olimpíadas de 2000 Makoto Takimoto por decisão unânime. Em 3 de Outubro de 2008, Trigg venceu por decisão unânime Falaniko Vitale no Strikeforce: Payback em Denver, Colorado. Em 14 de Fevereiro de 2009, Trigg venceu por decisão unânime Danny Babcock no XCF: Rumble in Racetown.

### Total Nonstop Action Wrestling
Em adicional ao MMA, Frank Trigg também fez aparição no Total Nonstop Action Wrestling em 2008, alinhando-se com Kurt Angle, que usou sua semelhança com Trigg como parte de um enredo. No No Surrender (2008) ele enfrentou A.J. Styles no estilo de MMA, a luta foi determinada um empate devido a um golpe baixo "não intencional" em Trigg. O público era hostil a ambos lutadores, gritando "Isso é besteira", "Queremos wrestling", e "Fire Russo". Após a luta, Styles bateu Trigg usando um kendo stick e declarando "Eu sou um wrestler, eu não faço essa porcaria!". Trigg não tem aparecido desde a luta.

### Retorno ao UFC (2009-2010)
Em 27 de Maio de 2009, Trigg re-assinou com o UFC após aceitar um contrato de quatro lutas com a organização, onde ele retornou aos meio médios contra o veterano do The Ultimate Fighter, Josh Koscheck no UFC 103. Koscheck derrotou Trigg por nocaute técnico no primeiro round.
Após essa derrota desapontante, Trigg enfrentou o ex-Campeão Meio Médio do UFC Matt Serra no UFC 109 e perdeu pela segunda vez em seu retorno, por nocaute no primeiro round.
Trigg foi demitido do UFC após sua derrota para Serra.

### Pós demissão do UFC
Após ser demitido do UFC, Trigg entrou em uma semiaposentadoria, mas retornou pelo inaugural Israel Fighting Championship em 9 de Novembro. Trigg derrotou com facilidade Roy Neeman no primeiro round. Após a luta, ele disse que não sabia o que vinha para ele.

### BAMMA
No BAMMA 6, Trigg derrotou o britânico John Phillips por interrupção médica no primeiro round.
Trigg era esperado para fazer o evento principal do BAMMA 7 contra Tom Watson pelo Título Peso Médio. No entanto, em 9 de Agosto, foi anunciado que Watson teria que se retirar da luta com uma lesão nas costas e seria substituído por Jim Wallhead em uma luta não válida pelo título. Trigg perdeu a luta por decisão dividida.

## Vida pessoal
Frank Trigg tem quatro filhos; Frankie, Kiara, Stone e Lavin. Trigg deu boas vindas a seu primeiro filho Stone em Setembro de 2008. Ele teve seu mais novo, um menino chamado Lavin, em 2 de Outubro de 2010. Trigg é também um membro da fraternidade Phi Beta Sigma.

## Campeonatos e realizações
- World Fighting Alliance
  - Campeão Meio Médio do WFA (Uma vez)
- Icon Sport
  - Campeão Peso Médio do Icon Sport (Uma vez)

## Cartel no MMA
| Cartel no MMA   |             |            |
| 30 lutas        | 21 vitórias | 9 derrotas |
| Por nocaute     | 10          | 4          |
| Por finalização | 6           | 4          |
| Por decisão     | 5           | 1          |

| Res.    | Cartel | Oponente             | Método                                        | Evento                               | Data       | Round | Tempo | Local                     | Notas                                                |
| ------- | ------ | -------------------- | --------------------------------------------- | ------------------------------------ | ---------- | ----- | ----- | ------------------------- | ---------------------------------------------------- |
| Derrota | 21–9   | Jim Wallhead         | Decisão (dividida)                            | BAMMA 7                              | 10/09/2011 | 3     | 5:00  | Birmingham                |                                                      |
| Vitória | 21–8   | John Phillips        | Nocaute Técnico (socos)                       | BAMMA 6                              | 21/05/2011 | 1     | 2:41  | Londres                   |                                                      |
| Vitória | 20–8   | Roy Neeman           | Nocaute Técnico (socos)                       | Israel FC: Genesis                   | 09/11/2010 | 1     | 2:36  | Tel Aviv                  |                                                      |
| Derrota | 19–8   | Matt Serra           | Nocaute (socos)                               | UFC 109: Relentless                  | 06/02/2010 | 1     | 2:23  | Las Vegas, Nevada         |                                                      |
| Derrota | 19–7   | Josh Koscheck        | Nocaute (socos)                               | UFC 103: Franklin vs. Belfort        | 19/09/2009 | 1     | 1:25  | Dallas, Texas             |                                                      |
| Vitória | 19–6   | Danny Babcock        | Decisão (unânime)                             | XCF: Rumble in Racetown 1            | 14/02/2009 | 3     | 5:00  | Daytona, Florida          |                                                      |
| Vitória | 18–6   | Falaniko Vitale      | Decisão (unânime)                             | Strikeforce: Payback                 | 03/10/2008 | 3     | 5:00  | Broomfield, Colorado      |                                                      |
| Vitória | 17–6   | Makoto Takimoto      | Decisão (unânime)                             | Sengoku 4                            | 28/08/2008 | 3     | 5:00  | Saitama                   |                                                      |
| Vitória | 16–6   | Edwin Dewees         | Finalização (kimura)                          | HDNet Fights: Reckless Abandon       | 15/12/2007 | 1     | 1:40  | Dallas, Texas             |                                                      |
| Derrota | 15–6   | Robbie Lawler        | Nocaute (socos)                               | Icon Sport: Epic                     | 31/03/2007 | 4     | 1:40  | Honolulu, Hawaii          | Perdeu o Título Peso Médio do Icon Sport.            |
| Vitória | 15–5   | Kazuo Misaki         | Decisão (unânime)                             | Pride 33                             | 24/02/2007 | 3     | 5:00  | Las Vegas, Nevada         |                                                      |
| Vitória | 14–5   | Jason Miller         | Nocaute Técnico (tiros de meta)               | Romans Sur Isere devant la gare      | 02/12/2008 | 2     | 2:53  | Estados Unidos            | Ganhou o Título Peso Médio do Icon Sport.            |
| Derrota | 13–5   | Carlos Condit        | Finalização (triângulo)                       | Rumble on the Rock 9                 | 21/04/2006 | 1     | 1:22  | Honolulu, Hawaii          | Segundo Round do Torneio de Meio Médios do ROTR.     |
| Vitória | 13–4   | Ronald Jhun          | Decisão (unânime)                             | Rumble on the Rock 8                 | 20/01/2006 | 3     | 5:00  | Honolulu, Hawaii          | Round de Abertura do Torneio de Meio Médios do ROTR. |
| Derrota | 12–4   | Georges St. Pierre   | Finalização (mata leão)                       | UFC 54: Boiling Point                | 20/08/2005 | 1     | 4:09  | Las Vegas, Nevada         |                                                      |
| Derrota | 12–3   | Matt Hughes          | Finalização (mata leão)                       | UFC 52: Couture vs. Liddell          | 16/04/2005 | 1     | 4:05  | Las Vegas, Nevada         | Pelo Cinturão Meio Médio do UFC.                     |
| Vitória | 12–2   | Renato Verissimo     | Nocaute Técnico (cotoveladas)                 | UFC 50: The War of '04               | 22/10/2004 | 2     | 2:11  | Atlantic City, New Jersey |                                                      |
| Vitória | 11–2   | Dennis Hallman       | Nocaute Técnico (socos)                       | UFC 48: Payback                      | 19/06/2004 | 1     | 4:15  | Las Vegas, Nevada         |                                                      |
| Derrota | 10–2   | Matt Hughes          | Finalização (mata leão)                       | UFC 45: Revolution                   | 21/11/2003 | 1     | 3:54  | Uncasville, Connecticut   | Pelo Cinturão Meio Médio do UFC.                     |
| Vitória | 10–1   | Dennis Hallman       | Nocaute Técnico (socos)                       | WFA 3: Level 3                       | 23/11/2002 | 1     | 3:50  | Las Vegas, Nevada         | Ganhou o Título Meio Médio do WFA.                   |
| Vitória | 9–1    | Jason Medina         | Finalização (cotoveladas)                     | WFA 2: Level 2                       | 05/07/2002 | 1     | 3:43  | Las Vegas, Nevada         |                                                      |
| Vitória | 8–1    | Laverne Clark        | Finalização (socos e cotoveladas)             | World Fighting Alliance 1            | 03/11/2001 | 3     | 2:15  | Las Vegas, Nevada         |                                                      |
| Derrota | 7–1    | Hayato Sakurai       | Nocaute Técnico (joelhadas)                   | Shooto: R.E.A.D. Final               | 17/12/2000 | 2     | 2:25  | Chiba                     |                                                      |
| Vitória | 7–0    | Ray Cooper           | Finalização (estrangulamento com o antebraço) | WEF: New Blood Conflict              | 26/08/2000 | 2     | 3:05  | N/A                       |                                                      |
| Vitória | 6–0    | Fabiano Iha          | Nocaute Técnico (socos)                       | Pride 8                              | 21/11/1999 | 1     | 5:00  | Tóquio                    |                                                      |
| Vitória | 5–0    | Jean Jacques Machado | Nocaute Técnico (interrupção do córner)       | Vale Tudo Japan 1998                 | 25/10/1998 | 3     | 0:20  | Tóquio                    |                                                      |
| Vitória | 4–0    | Marcelo Aguiar       | Nocaute Técnico (socos)                       | Shooto - Las Grandes Viajes 3        | 13/05/1998 | 2     | 3:08  | Tóquio                    |                                                      |
| Vitória | 3–0    | Dan Gilbert          | Finalização (estrangulamento com o antebraço) | Unified Shoot Wrestling Federation 7 | 18/10/1997 | 1     | 2:45  | Texas                     |                                                      |
| Vitória | 2–0    | Javier Buentello     | Finalização (mata leão)                       | Unified Shoot Wrestling Federation 7 | 18/10/1997 | 1     | 2:35  | Texas                     |                                                      |
| Vitória | 1–0    | Ali Elias            | Nocaute (joelhada)                            | Unified Shoot Wrestling Federation 7 | 18/10/1997 | 1     | 10:36 | Texas                     |                                                      |